# Zemst
Zemst – miejscowość i gmina (gemeente) w Belgii, w Regionie Flamandzkim, w prowincji Brabancja Flamandzka, w okręgu Halle-Vilvoorde. 1 stycznia 2024 roku liczyła 23 401 mieszkańców.

## Podział administracyjny
W skład gminy wchodzą cztery dzielnice (deelgemeente):
- Elewijt
- Eppegem
- Hofstade
- Weerde

## Współpraca
Miejscowości partnerskie:
- Sokone, Senegal
- Spermezeu, Rumunia